# 646 (tal)
646 är det naturliga heltal som följer 645 och följs av 647.

## Matematiska egenskaper
- 646 är ett udda tal.
- 646 är ett defekt tal.
- 646 är ett palindromtal i det decimala talsystemet.
- 646 är ett Sfeniskt tal.
- 646 är ett Polygontal.
- 646 är ett Ulamtal.

## Inom vetenskapen
- 646 Kastalia, en asteroid.